# 1571 v loďstvech
Tento článek obsahuje významné události v oblasti loďstev v roce 1571.

## Události
7. října – Proběhla bitva u Lepanta, v níž porazila Svatá liga osmanské loďstvo.